# Nobuhiro Ishizaki
Nobuhiro Ishizaki (jap. 石﨑 信弘, Ishizaki Nobuhiro; * 14. März 1958 in der Präfektur Hiroshima) ist ein ehemaliger japanischer Fußballspieler und -trainer.

## Karriere

### Spieler
Ishizaki erlernte das Fußballspielen in der Schulmannschaft der Hiroshima Technical High School und der Universitätsmannschaft der Landwirtschaftsuniversität Tokio. Seinen ersten Vertrag unterschrieb er 1980 bei den Toshiba. Der Verein spielte in der damals zweithöchsten Liga des Landes, der Japan Soccer League Division 2. 1981 gewann er mit dem Verein den JSL Cup. 1984 und 1988 erreichte er das Finale des JSL Cup. 1988/89 wurde er mit dem Verein Meister der Division 2 und stieg in die Division 1 auf. Ende 1993 beendete er seine Karriere als Fußballspieler.

### Trainer
Ishizaki begann seine Trainerkarriere 1995 bei dem Verein Montedio Yamagata in der zweiten Liga Japans. Er setzte seine Laufbahn bei dem ebenfalls in der zweiten Liga spielenden Verein Ōita Trinita von 1999 bis 2001 fort. 
Im Jahr 2006 gelang ihm mit Kashiwa Reysol der Aufstieg in die J1 League, wo er den Verein bis zum Ende seines Engagements 2008 halten konnte. 
Den Aufstieg in die J1 League schaffte er nochmals in 2011 mit Hokkaido Consadole Sapporo und in 2014 bei seinem zweiten Engagement mit Montedio Yamagata. 
Tegevajaro Miyazaki führte er 2017 in die viertklassige Japan Football League. Die letzten beiden Stationen absolvierte er bei Fujieda MYFC und Kataller Toyama (bis 18. September 2022) in der J3 League. Am 1. Februar 2023 übernahm er das Traineramt beim Drittligisten Vanraure Hachinohe.

## Erfolge

### Spieler
Toshiba
- JSL Cup: 1981